# Koška

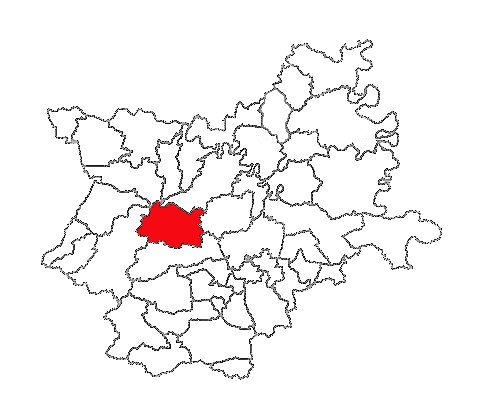
Lage der Gemeinde Koška in der Gespanschaft Osijek-Baranja

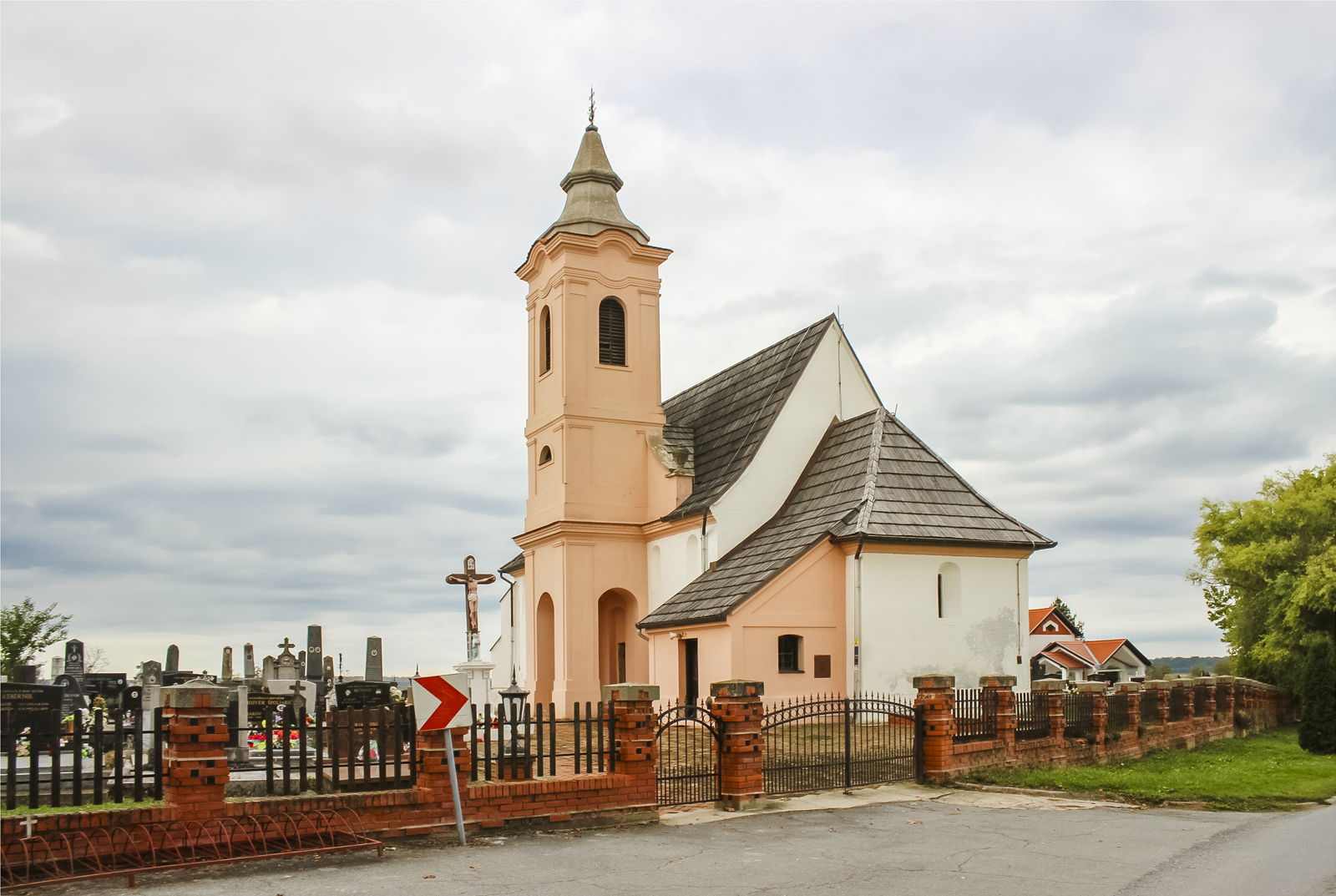
Pfarrkirche in Koška

Koška (ungarisch Koska) ist eine Gemeinde in der kroatischen Gespanschaft Osijek-Baranja und hat 3169 Einwohner (2021) , davon im Hauptort 1237 Einwohner. Administrativ gehören zur Gemeinde weitere neun Ortschaften.

## Siedlungen der Gemeinde
Laut der letzten Volkszählung von 2021 hatte die Gemeinde Koška mit allen Siedlungen zusammen 3169 Einwohner.
- Andrijevac – 88
- Branimirovac – 85
- Breznica Našička – 522
- Koška – 1237
- Ledenik – 131
- Lug Subotički – 234
- Niza – 361
- Normanci – 269
- Ordanja – 121
- Topoline – 121

## Geographische Lage
Der Ort liegt etwa 37 Kilometer westlich von Osijek und 17 Kilometer östlich von Našice.

## Geschichte
Mehrere archäologische Funde deuten darauf hin, dass Koška und die Umgebung bereits in der Jungsteinzeit bewohnt war. Bei Ausgrabungen im Jahr 2014, an mehreren Standorten in der Ortschaft, fand man verschiedene archäologische Artefakte aus dieser Zeit. Des Weiteren wurden Exponate entdeckt, die auf die Besiedelung in der Bronzezeit und der Römerzeit hinweisen.
Koška wurde zum ersten Mal unter dem Namen terra Kos im Jahr 1229 urkundlich erwähnt.
Im 16. Jahrhundert kam der Ort unter die Herrschaft des Osmanischen Reiches und wurde  von den Türken, während des Großen Türkenkrieges im Jahre 1687 nach der Schlacht bei Mohács, von seinen Besatzern wieder befreit. Nach dem Rückzug der Türken kam es unter die Militärverwaltung der Habsburgermonarchie.
Bis 1918 gehörte der Ort zum Komitat Virovititz und war Teil des Königreiches Kroatien und Slawonien. Nach Ende des Ersten Weltkrieges wurde die Region in die Gespanschaft Virovitica des neu entstandenen Staates der Slowenen, Kroaten und Serben eingegliedert. Kurze Zeit später gehörte die Ortschaft zum Königreich Jugoslawien und nach Ende des Zweiten Weltkrieges folgte dann die Eingliederung in die SFR Jugoslawien.
Seit 1991 ist Koška Bestandteil von Kroatien.

## Bevölkerung
| Bevölkerungsentwicklung | Bevölkerungsentwicklung | Bevölkerungsentwicklung | Bevölkerungsentwicklung | Bevölkerungsentwicklung | Bevölkerungsentwicklung | Bevölkerungsentwicklung | Bevölkerungsentwicklung | Bevölkerungsentwicklung | Bevölkerungsentwicklung | Bevölkerungsentwicklung | Bevölkerungsentwicklung | Bevölkerungsentwicklung | Bevölkerungsentwicklung | Bevölkerungsentwicklung | Bevölkerungsentwicklung | Bevölkerungsentwicklung | Bevölkerungsentwicklung |
| ----------------------- | ----------------------- | ----------------------- | ----------------------- | ----------------------- | ----------------------- | ----------------------- | ----------------------- | ----------------------- | ----------------------- | ----------------------- | ----------------------- | ----------------------- | ----------------------- | ----------------------- | ----------------------- | ----------------------- | ----------------------- |
| 1857                    | 1869                    | 1880                    | 1890                    | 1900                    | 1910                    | 1921                    | 1931                    | 1948                    | 1953                    | 1961                    | 1971                    | 1981                    | 1991                    | 2001                    | 2011                    | 2021                    |                         |
| 924                     | 901                     | 1111                    | 1293                    | 1082                    | 1144                    | 1272                    | 1339                    | 1420                    | 1640                    | 1864                    | 1859                    | 1863                    | 1904                    | 1691                    | 1525                    | 1237                    |                         |

## Sehenswürdigkeiten
- Die Pfarrkirche im Ort ist ein romanischer Bau aus dem 13. Jahrhundert. Nach dem Abzug der Türken im 17. Jahrhundert wurde das Gebäude barockisiert. Im Jahr 1840 wurden Renovierungsarbeiten durchgeführt und die Kirche bekam ihr heutiges Aussehen. Bei dem Gotteshaus handelt sich um ein einschiffiges Längsgebäude mit einem schmaleren und niedrigeren quadratischen Altarraum, einem Glockenturm und einer Sakristei an der Südwand des Altarraums.